# Descanso (álbum)
Descanso é o décimo primeiro álbum de estúdio do grupo cristão Santa Geração, liderado por Antônio Cirilo, sendo o décimo quinto de toda a sua discografia. Marca a estreia do grupo com a gravadora Som Livre, que lançou e distribuiu o trabalho. O descanso em Deus é o tema tratado na obra.

## Faixas
1. "Único Digno"
2. "Bem Aventurado"
3. "Filho de Deus"
4. "Quero Beber da tua Presença"
5. "Te Adoramos"
6. "Eu Tenho um Desejo"
7. "Estou Aqui, Senhor"
8. "Descanso"
9. "Conforto" (Salmos 131)